# Klasztor karmelitanek bosych w Tarnowie
Klasztor Sióstr Karmelitanek Bosych w Tarnowie – dom i wspólnota sióstr karmelitanek bosych w Tarnowie przy ul. Krzyskiej 19 pod wezwaniem NMP Janua Caeli (Brama Niebios) i św. Józef. Przynależy do krakowskiej prowincji karmelitów bosych. 

## Historia
Karmelitanki bose zaprosił do Tarnowa w grudniu 1997 ks. Wiktor Skworc - ówcześnie biskup-elekt tarnowski. 2 września 1998 zgodę na fundację udzieliły władze zakonne, a 8 września 2000 Stolica Apostolska. Kamień węgielny poświęcił 16 czerwca 1999 w Starym Sączu św. Jan Paweł II. Klasztor został oddany do użytku w 2000 i w tym roku przeniosło się do niego 15 zakonnic z klasztoru karmelitanek bosych w Katowicach. 13 grudnia 2000 biskup tarnowski Wiktor Skworc erygował klasztor i zamknął klauzurę papieską. 8 grudnia 2001 ten sam biskup konsekrował kaplicę klasztorną.